# Hyoran
Hyoran Kauê Dalmoro, mais conhecido apenas como Hyoran (Chapecó, 25 de maio de 1993), é um futebolista brasileiro que atua como meio-campista. Atualmente joga pelo Sport, emprestado pelo Internacional.

## Carreira

### Início
Hyoran começou a sua carreira aos seis anos, no futsal. Oito anos depois, no campo, mudou-se para Curitiba e foi jogar nas categorias de base do Paraná. No mesmo ano, transferiu-se para a base do Coritiba. Após a sua passagem por Curitiba, Hyoran fechou com o Corinthians. Sem espaço no time de cima do Timão, Hyoran foi emprestado ao Flamengo-SP, onde disputou a terceira divisão do Campeonato Paulista de 2011. Retornou ao clube de Parque São Jorge e disputou a Copa Libertadores Sub-20 de 2012.

### Chapecoense
Acertou com a Chapecoense ainda em 2012. Em 2013 foi promovido aos profissionais, e estreou profissionalmente no ano de 2014. Pelo Campeonato Catarinense, saindo do banco de reservas, aos 22 anos, marcou dois gols e foi o grande nome da Chape na partida. Após se destacar no time catarinense, recebeu sondagens de alguns clubes europeus e do Brasil. O meia foi um dos treze jogadores do elenco da Chapecoense que não viajaram à Colômbia e se salvaram do que seria uma das piores tragédias do futebol, que matou mais de 70 pessoas. Assim como Martinuccio, Hyoran também foi cortado da final da Sul-Americana por uma contusão. Pelo clube catarinense, na passagem entre 2014 e 2016 fez 78 jogos e marcou oito gols.

### Palmeiras

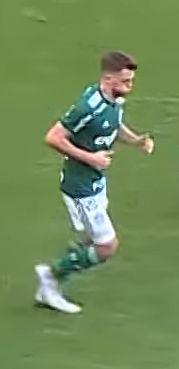
Hyoran com o Palmeiras em 2018

No inicio de novembro de 2016, o Palmeiras acertou a contratação do meia, aos 23 anos, onde seria transferido após o encerramento da temporada para o ano seguinte.
Contratado como um dos reforços para a temporada de 2017, vindo da Chape (clube do qual, inclusive, é até hoje a venda mais valiosa), Hyoran foi destaque com um hat-trick no amistoso contra a Liga Alajuelense, da Costa Rica, durante o período do time na América Central para intertemporada, devido à Copa do Mundo. Pelo clube paulista na passagem entre 2017 e 2019, disputou 61 jogos e marcou 11 gols.

### Atlético Mineiro
Em janeiro de 2020 chegou por empréstimo ao Atlético Mineiro, onde rapidamente se identificou com o clube, devido a suas frequentes demonstrações de raça. Sendo titular em muitos jogos e fundamental no esquema de Jorge Sampaoli, foi essencial no dia 13 de agosto, na vitória de virada por 3 a 2 sobre o Corinthians, no Mineirão, marcando dois gols. Atuando como segundo volante, ganhou dois prêmios consecutivos de melhor em campo, contra Botafogo e Internacional, respectivamente, pelo Brasileirão 2020.
Saiu do time mineiro em dezembro de 2023, após não ter o seu contrato renovado.

### Internacional
Em janeiro de 2024, Hyoran foi anunciado como reforço do Internacional até o fim de 2025.

### Sport
No dia 21 de janeiro de 2025, o Sport anunciou a contratação de Hyoran. O meia pertence ao Internacional e assinou contrato por empréstimo com Leão até dezembro de 2025. 

## Estatísticas
Atualizadas até 30 de dezembro de 2021.

### Clubes[10]
| Clube             | Temporada         | Campeonato nacional | Campeonato nacional | Campeonato nacional | Copa nacional[a] | Copa nacional[a] | Copa nacional[a] | Competições continentais[b] | Competições continentais[b] | Competições continentais[b] | Outros torneios[c] | Outros torneios[c] | Outros torneios[c] | Total | Total | Total   |
| Clube             | Temporada         | Jogos               | Gols                | Assist.             | Jogos            | Gols             | Assist.          | Jogos                       | Gols                        | Assist.                     | Jogos              | Gols               | Assist.            | Jogos | Gols  | Assist. |
| ----------------- | ----------------- | ------------------- | ------------------- | ------------------- | ---------------- | ---------------- | ---------------- | --------------------------- | --------------------------- | --------------------------- | ------------------ | ------------------ | ------------------ | ----- | ----- | ------- |
| Chapecoense       | 2013              | 0                   | 0                   | 0                   | —                | —                | —                | —                           | —                           | —                           | —                  | —                  | —                  | 0     | 0     | 0       |
| Chapecoense       | 2014              | 4                   | 0                   | 0                   | 0                | 0                | 0                | —                           | —                           | —                           | 0                  | 0                  | 0                  | 4     | 0     | 0       |
| Chapecoense       | 2015              | 17                  | 0                   | 0                   | 3                | 3                | 0                | 0                           | 0                           | 0                           | 18                 | 1                  | 0                  | 38    | 4     | 0       |
| Chapecoense       | 2016              | 20                  | 2                   | 1                   | 4                | 0                | 0                | 2                           | 0                           | 0                           | 10                 | 2                  | 0                  | 36    | 4     | 1       |
| Chapecoense       | Total             | 41                  | 2                   | 1                   | 7                | 3                | 0                | 2                           | 0                           | 0                           | 28                 | 3                  | 0                  | 78    | 8     | 1       |
| Palmeiras         | 2017              | 5                   | 1                   | 0                   | 0                | 0                | 0                | 0                           | 0                           | 0                           | 2                  | 0                  | 0                  | 7     | 1     | 0       |
| Palmeiras         | 2018              | 24                  | 3                   | 4                   | 2                | 0                | 0                | 5                           | 1                           | 0                           | 3                  | 4                  | 0                  | 34    | 8     | 4       |
| Palmeiras         | 2019              | 12                  | 1                   | 2                   | 1                | 0                | 0                | 6                           | 1                           | 2                           | 1                  | 0                  | 0                  | 20    | 2     | 4       |
| Palmeiras         | Total             | 41                  | 5                   | 6                   | 3                | 0                | 0                | 11                          | 2                           | 2                           | 6                  | 4                  | 0                  | 61    | 11    | 8       |
| Atlético Mineiro  | 2020              | 29                  | 8                   | 4                   | 2                | 0                | 1                | 2                           | 1                           | 0                           | 14                 | 0                  | 1                  | 47    | 9     | 6       |
| Atlético Mineiro  | 2021              | 18                  | 1                   | 2                   | 3                | 1                | 1                | 3                           | 0                           | 0                           | 9                  | 1                  | 1                  | 33    | 3     | 4       |
| Atlético Mineiro  | Total             | 47                  | 9                   | 6                   | 5                | 1                | 2                | 5                           | 1                           | 0                           | 23                 | 1                  | 2                  | 80    | 12    | 10      |
| Total na carreira | Total na carreira | 129                 | 16                  | 13                  | 15               | 4                | 2                | 18                          | 3                           | 2                           | 57                 | 8                  | 2                  | 219   | 31    | 19      |

- a. ^ Jogos da Copa do Brasil
- b. ^ Jogos da Copa Sul-Americana e Copa Libertadores da América
- c. ^ Jogos do Campeonato Catarinense, Campeonato Paulista, Campeonato Mineiro e amistosos

## Títulos
Chapecoense
- Campeonato Catarinense: 2016
- Copa Sul-Americana: 2016[11]

Palmeiras
- Campeonato Brasileiro: 2018

Atlético Mineiro
- Campeonato Brasileiro: 2021
- Copa do Brasil: 2021
- Campeonato Mineiro: 2020, 2021 e 2023

Sport
- Campeonato Pernambucano: 2025[12]